# 布鲁斯·艾尔沃德
布鲁斯·艾爾沃德（英語：Bruce Aylward）是加拿大流行病學家，現任世界衛生組織助理總幹事，兼世界衛生組織赴中國大陸考察的國際專家聯合小組組長。

## 生平
艾爾沃德是加拿大人，經培訓成為流行病學家。他在加拿大聖約翰斯的纽芬兰纪念大学、倫敦衛生與熱帶醫學院接受醫學培訓，並獲得美國約翰霍普金斯大學布隆博格公共卫生学院公共衛生碩士。。
他於1992年加入世界衛生組織，在中東、西太平洋、歐洲、北非、中亞和東南亞進行八年的計劃免疫、傳染病控制和消滅脊灰工作。1998年到2014年，他領導全球消滅脊髓灰質炎行動夥伴，並監督和部署6000多名現場工作人員，開發新工具和疫苗，並將世界上脊髓灰質炎流行國家數量減到僅存的兩個。他同時擔任世界衛生組織脊髓灰質炎和緊急小組的助理總幹事。
2014年9月至2016年7月，他被指派擔任西非伊波拉病毒疫症應對總幹事特別代表，他於2014年底曾就該疫情在TED大会上發表過演講。
2019冠状病毒病疫情期間，艾爾沃德擔任世界衛生組織赴中國大陸考察的國際專家聯合小組組長，他認為降低病毒傳播的關鍵是「隔離、追蹤接觸者和檢測」。

## 外部連結
- . 香港電台. 2020-03-28  [2020-03-28]. （原始内容存档于2020-03-28）.